# 유럽 고속도로 005호선
유럽 고속도로 005호선(European route E005)은 우즈베키스탄의 구자르에서 사마르칸트까지 이르는 B-클래스급 고속도로로, 총 연장은 약 150 km이다.

## 경로
- 우즈베키스탄
  - 구자르
  - 사마르칸트